# Yıldızlı, Akçaabat
Yıldızlı là một thị trấn thuộc huyện Akçaabat, tỉnh Trabzon, Thổ Nhĩ Kỳ. Dân số thời điểm năm 2011 là 7.594 người.